# Sozopolis in Haemimonto
Sozopolis in Haemimonto (łac. Dioecesis Sozopolitanus in Haemimonto) – stolica historycznej diecezji w Tracji istniejącej od czasów rzymskich do IX wieku.
Dawne rzymskie miasto Apollonia. Współczesne miasto Sozopol położone na południowym wybrzeżu bułgarskiego Morza Czarnego, w obwodzie Burgas. Obecnie katolickie biskupstwo tytularne. 

## Biskupi tytularni
| Lp. | Biskup                              | Funkcja                                          | Od                  | Do                   |
| --- | ----------------------------------- | ------------------------------------------------ | ------------------- | -------------------- |
| 1   | Esprit-Marie-Joseph Floren          | wikariusz apostolski Syjamu                      | 29 czerwca 1810     | 30 marca 1834        |
| 2   | Armand-François-Marie de Charbonnel | emerytowany biskup Toronto (Kanada)              | 1 października 1869 | 25 marca 1891        |
| 3   | Theodor Kappenberg                  | biskup pomocniczy Münster (Niemcy)               | 27 kwietnia 1914    | 18 września 1920     |
| 4   | Jean-Baptiste Nguyễn Bá Tòng        | wikariusz apostolski Phát Diệm (Wietnam)         | 10 stycznia 1933    | 11 lipca 1949        |
| 5   | Pierre Marie Phạm Ngọc Chi          | wikariusz apostolski Bùi Chu (Wietnam)           | 3 lutego 1950       | 24 listopada 1960    |
| 6   | Francis Carroll                     | wikariusz apostolski Monrovii (Liberia)          | 20 grudnia 1960     | 14 stycznia 1964     |
| 7   | Josyf Hołowacz                      | biskup pomocniczy Mukaczewa (Ukraina)            | 16 stycznia 1991    | 18 czerwca 2000      |
| 8   | Stephan Ackermann                   | biskup pomocniczy Trewiru (Niemcy)               | 14 marca 2006       | 8 kwietnia 2009      |
| 9   | Philippos Stephanos Thottathil      | biskup pomocniczy Tiruvalli (Indie)              | 25 stycznia 2010    | 5 sierpnia 2017      |
| 10  | Roberto Álvarez                     | biskup pomocniczy Comodoro Rivadavia (Argentyna) | 28 listopada 2017   | 19 października 2023 |